# Ронди, Хайнрих
Хайнрих Ронди (нем. Heinrich Rondi, 19 июня 1877 — 10 ноября 1948) — германский борец, тяжелоатлет и перетягиватель каната.

## Биография
Родился в 1877 году в Дюссельдорфе, с детства увлёкся спортом. В 1906 году принял участие во внеочередных Олимпийских играх в Афинах, где завоевал золотую медаль в перетягивании каната, и бронзовую — в поднимании тяжестей одной рукой; в том же году стал чемпионом Европы по греко-римской борьбе и по тяжёлой атлетике. В 1907 году стал чемпионом мира и Европы по тяжёлой атлетике и завоевал серебряную медаль на чемпионате мира по борьбе. В 1910 и 1911 годах вновь становился серебряным призёром чемпионата мира по тяжёлой атлетике.